# Switchfoot
Свичфут је америчка алтернативна рок музичка група из Сан Дијега, Калифорнија. Група је основана 1996. године, а до данас је издала шест студијских албума и то: "Legend of Chin" (1997), "New Way To Be Human" (1999), "Learning To Breathe" (2000), "The Beautiful Letdown" (2003), "Nothin Is Sound" (2005), "Oh! Gravity" (2006).

## Чланови
- Џон Форман
- Тим Форман
- Чад Батлер
- Жером Фонтамила
- Дру Ширли